# Héctor Gómez
Héctor Alexis Gómez (né le 5 mars 1988 à San Pedro de Macorís, République dominicaine) est un joueur d'arrêt-court des SK Wyverns de l'Organisation coréenne de baseball en Corée du Sud.
Il joue dans la Ligue majeure de baseball en 2011 avec les Rockies du Colorado, puis en 2014 et 2015 pour les Brewers de Milwaukee.

## Carrière
Héctor Gómez signe son premier contrat professionnel en 2004 avec les Rockies du Colorado. Il fait ses débuts dans le baseball majeur avec cette équipe le 16 septembre 2011.
Il réussit son premier coup sûr dans les majeures le 17 septembre 2011 contre Guillermo Mota des Giants de San Francisco.
Jouant dans les mineures en 2012, il passe aux Brewers de Milwaukee via le ballottage le 28 juin. Il revient dans les majeures en 2014 alors qu'il dispute 15 matchs des Brewers. En 2015, il joue pour Milwaukee 66 parties, son total le plus élevé en une saison dans les majeures. Il ne frappe cependant que pour ,181 de moyenne au bâton. Le 4 mai 2015, il frappe un triple puis un coup de circuit, son premier dans les majeures, aux dépens du meilleur lanceur de la ligue, Clayton Kershaw des Dodgers de Los Angeles.